# Ступ (Сјеница)
Ступ је насеље у Србији у општини Сјеница у Златиборском округу. Према попису из 2022. било је 151 становника (према попису из 1991. било је 230 становника).

## Демографија
У насељу Ступ живи 158 пунолетних становника, а просечна старост становништва износи 44,2 година (42,9 код мушкараца и 45,8 код жена). У насељу има 66 домаћинстава, а просечан број чланова по домаћинству је 2,92.
Ово насеље је у потпуности насељено Србима (према попису из 2002. године), а у последња три пописа, примећен је пад у броју становника.
|  |

| Демографија | Демографија | Демографија |
| Година      | Становника  | Становника  |
| ----------- | ----------- | ----------- |
| 1948.       | 437         |             |
| 1953.       | 477         |             |
| 1961.       | 481         |             |
| 1971.       | 394         |             |
| 1981.       | 312         |             |
| 1991.       | 230         | 230         |
| 2002.       | 193         | 193         |

| Етнички састав према попису из 2002.‍ | Етнички састав према попису из 2002.‍ | Етнички састав према попису из 2002.‍ | Етнички састав према попису из 2002.‍ | Етнички састав према попису из 2002.‍ |
| ------------------------------------ | ------------------------------------ | ------------------------------------ | ------------------------------------ | ------------------------------------ |
|                                      |                                      |                                      |                                      |                                      |
| Срби                                 | Срби                                 |                                      | 193                                  | 100,0%                               |
| непознато                            | непознато                            |                                      | 0                                    | 0,0%                                 |

| Година пописа     | 1948. | 1953. | 1961. | 1971. | 1981. | 1991. | 2002. |
| ----------------- | ----- | ----- | ----- | ----- | ----- | ----- | ----- |
| Број домаћинстава | 56    | 61    | 65    | 82    | 65    | 69    | 66    |

| Број чланова      | 1 | 2  | 3  | 4 | 5 | 6 | 7 | 8 | 9 | 10 и више | Просек |
| ----------------- | - | -- | -- | - | - | - | - | - | - | --------- | ------ |
| Број домаћинстава | 9 | 22 | 19 | 5 | 5 | 4 | 2 | 0 | 0 | 0         | 2,92   |

| Пол    | Укупно | Неожењен/Неудата | Ожењен/Удата | Удовац/Удовица | Разведен/Разведена | Непознато |
| ------ | ------ | ---------------- | ------------ | -------------- | ------------------ | --------- |
| Мушки  | 91     | 28               | 56           | 7              | 0                  | 0         |
| Женски | 71     | 7                | 55           | 9              | 0                  | 0         |
| УКУПНО | 162    | 35               | 111          | 16             | 0                  | 0         |

| Пол    | Укупно                    | Пољопривреда, лов и шумарство | Рибарство                            | Вађење руде и камена | Прерађивачка индустрија       |
| ------ | ------------------------- | ----------------------------- | ------------------------------------ | -------------------- | ----------------------------- |
| Мушки  | 46                        | 16                            | 0                                    | 17                   | 5                             |
| Женски | 21                        | 11                            | 0                                    | 2                    | 6                             |
| УКУПНО | 67                        | 27                            | 0                                    | 19                   | 11                            |
| Пол    | Производња и снабдевање   | Грађевинарство                | Трговина                             | Хотели и ресторани   | Саобраћај, складиштење и везе |
| Мушки  | 0                         | 0                             | 1                                    | 1                    | 1                             |
| Женски | 0                         | 0                             | 0                                    | 0                    | 0                             |
| УКУПНО | 0                         | 0                             | 1                                    | 1                    | 1                             |
| Пол    | Финансијско посредовање   | Некретнине                    | Државна управа и одбрана             | Образовање           | Здравствени и социјални рад   |
| Мушки  | 0                         | 0                             | 1                                    | 2                    | 0                             |
| Женски | 0                         | 0                             | 1                                    | 1                    | 0                             |
| УКУПНО | 0                         | 0                             | 2                                    | 3                    | 0                             |
| Пол    | Остале услужне активности | Приватна домаћинства          | Екстериторијалне организације и тела | Непознато            | Непознато                     |
| Мушки  | 0                         | 0                             | 0                                    | 2                    | 2                             |
| Женски | 0                         | 0                             | 0                                    | 0                    | 0                             |
| УКУПНО | 0                         | 0                             | 0                                    | 2                    | 2                             |